# Pleuranthodium scyphonema
Pleuranthodium scyphonema  (лат.) — вид однодольных растений рода Pleuranthodium семейства Имбирные (Zingiberaceae). Под текущим таксономическим названием был описан британской учёной-ботаником Роузмари Маргарет Смит в 1991 году.

## Распространение, описание
Эндемик Папуа — Новой Гвинеи. Типовой экземпляр собран на острове Новая Гвинея.
Гемикриптофит либо корневищный геофит.

## Синонимы
Синонимичные названия:
- Alpinia scyphonema K.Schum.basionym
- Psychanthus scyphonemus (K.Schum.) R.M. Sm.